# Cacophrissus pauper
Cacophrissus pauper är en skalbaggsart som beskrevs av Bates 1885. Cacophrissus pauper ingår i släktet Cacophrissus och familjen långhorningar. Inga underarter finns listade.